# Слєпцовське Відділення
Слєпцовське Відділення (рос. Слепцовское Отделение) — село в Козельському районі Калузької області Російської Федерації.
Населення становить 16 осіб. Входить до складу муніципального утворення Село Покровськ.

## Історія
Від 2004 року входить до складу муніципального утворення Село Покровськ.

## Населення
| 2002 | 2010 |
| ---- | ---- |
| 7    | ↗16  |